# 克拉芒
克拉芒（法語：Cramant，法語發音：[kʁamɑ̃]）是法国马恩省的一个市镇，位于该省中西部，属于埃佩尔奈区。

## 地理
克拉芒（48°59'17"N, 3°59'25"E）面积5.37 平方千米，位于法国大東部大區马恩省，该省份为法国东北部内陆省份，北起阿登省，西北接埃纳省，西南接塞纳-马恩省，南至奥布省，东南接上马恩省，东临默兹省。
与克拉芒接壤的市镇（或旧市镇、城区）包括：舒伊、阿维兹、屈伊、格罗沃、瓦里。

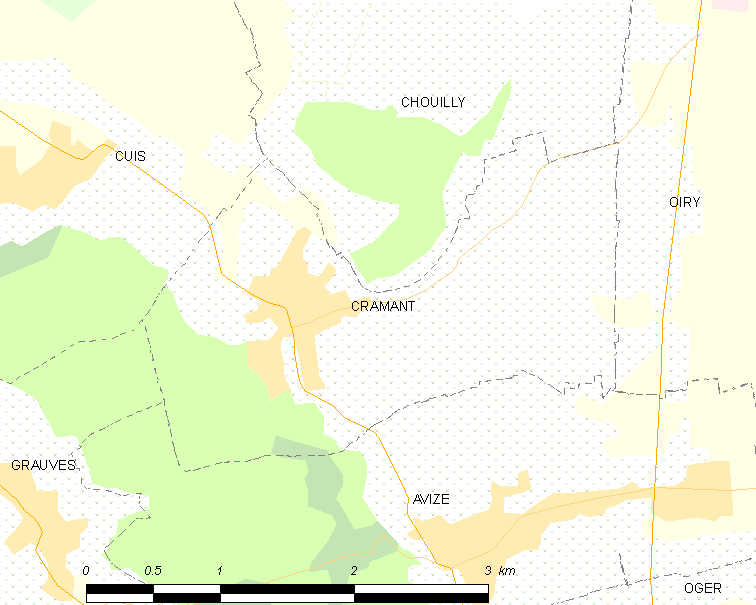
克拉芒的OSM定位图

克拉芒的时区为UTC+01:00、UTC+02:00（夏令时）。

## 行政
克拉芒的邮政编码为51530，INSEE市镇编码为51196。

## 政治
克拉芒所属的省级选区为埃佩尔奈第二县。

## 人口

1962-2008年间克拉芒人口变化图示

克拉芒于2022年1月1日时的人口数量为877人。